# Ampel
Ampel (ou Anpel) est un village du Cameroun situé dans la région de l'Est et le département du Haut-Nyong, au cœur de la forêt du bassin du Congo. Il fait partie de la commune de Mindourou.

## Environnement
Le paysage est légèrement vallonné, la végétation est très arborée. Le terroir est arrosé par plusieurs affluents de la Dja.

## Population
En 1966-1967 Ampel comptait 349 habitants, principalement des Badjoué, mais également des pygmées Baka. Lors du recensement de 2005, 617 personnes y ont été dénombrées.

### L’organisation sociale du village
Le village Ampel est administré par un chef de 3e degré désigné par la communauté. La chefferie comprend un chef de village et un conseil des notables.
Le chef est issu de la lignée dirigeante. Le conseil des notables est composé de six membres (trois par famille) désignés par le chef en fonction de leurs sens de responsabilité.
Le comité de vigilance est chargé de la sécurité et des petites affaires courantes du village.
Outre la chefferie de 3e degré, chaque lignage est administré par un chef de lignage.
Le tribunal coutumier est composé du chef de village assisté par un secrétaire et huit assesseurs. Les conflits les plus fréquents sont des litiges fonciers, le non remboursement des emprunts et les conflits conjugaux.
Le chef de village, les chefs de famille, le conseiller municipal, les notables, les conseillers municipaux et les élites extérieures sont les principales personnes qui exercent l’autorité dans le village. Il l'exerce surtout en jouant le rôle de porte-parole entre l’administration et les populations locales et/ou en veillant à ce que la paix soit préservée dans la localité.

### La culture et l’histoire du village
La trajectoire historique de ce village permet de comprendre que les Bantous qui y vivent sont pour l'essentiel des ressortissants de Messamena qui ont migré, avec une escale à Abong-Mbang, avant de venir s’installer auprès des pygmées (Baka) tout au bord du cours d’eau dénommé Mé. Le village Ampel fut créé le 7 janvier 1935. Il est constitué du groupe ethnique des Badjoué.

### Les groupes ethniques et les relations interethniques
Différentes lignages ou clans se rencontrent. Ces lignages sont inégalement répartis de la manière suivante dans les différents hameaux :
- Mpélé et Ampel du côté d’Abong-Mbang sont essentiellement peuplés par les Badjoué du clan Babem ;
- le clan djè Dihékoh peuple le centre du village ;
- le sud appartient aux Diè Zoul.

Au total, trois ethnies se rencontrent dans le village Ampel. D'une manière générale, les relations entre ces différentes ethnies sont harmonieuses et leur cohabitation est pacifique, bien que la plupart vivent dans un esprit d'individualisme.
Les Badjoués ne peuvent se marier entre eux.
En 2002, sous la conduite de l'ONG OAPIDE (Organisation d'Appui aux Initiative de Développement et Environnement) ces différentes ethnies ont fait un pas pour ce qui est de leurs relations mutuelles en se mettant ensemble pour constituer le Groupe d’Initiative Commune (GIC — Cœurs unis d’Ampel) afin de solliciter une forêt communautaire. Mais, pour des raisons de leadership, ce GIC avait connu des difficultés de fonctionnement. Le comité de gestion des redevances forestières annuelles est plus ou moins fonctionnel.

## Économie
Les villageois vivent principalement de l'agriculture et dans une moindre mesure des ressources de la forêt. Du fait des épidémies, l'élevage est peu pratiqué. Il n'y a pas de marché.
De nature, les populations bantoues d'Ampel sont des artisans, des agriculteurs, des chasseurs et des pêcheurs. Les Baka par contre sont essentiellement des danseurs, des chasseurs, des pêcheurs et des collecteurs de PFNL. En cas de maladie, la pharmacopée traditionnelle constitue le principal recours pour toutes les ethnies du village.

### Le droit d’accès aux ressources naturelles
Pour accéder aux ressources naturelles dans le village, les populations locales procèdent de diverses manières à savoir : la coupe artisanale du bois, la collecte des produits forestiers non ligneux (PFNL), la chasse, la pêche et l'agriculture.
Les populations d’Ampel vivent en étroite dépendance avec les ressources naturelles. Aussi la totalité (100 %) de cette population estime ne pas avoir besoin d’une autorisation quelconque pour accéder aux ressources naturelles du village. La seule restriction présente concerne les allogènes non résidents du village dont l’accès aux ressources naturelles reste interdit.

### Les usages courants et les systèmes traditionnels d'utilisations des ressources naturelles
D’une manière générale, les produits issus de l’exploitation des ressources naturelles (ressources agricoles, PFNL, faune sauvage, etc.) par les populations locales sont prioritairement destinés à la subsistance familiale. De nombreux PFNL sont utilises dans la pharmacopée traditionnelle, dans l'artisanat et/ou dans l'alimentation du ménage. Les produits issus de la coupe artisanale du bois par les populations locales sont uniquement destinés à la construction des maisons. Les PFNL exploités sont prioritairement destinés à la subsistance familiale. Seul le surplus des produits est commercialisé. Le revenu obtenu permet de se procurer des produits de première nécessité (savon, pétrole, allumettes, etc.) et d’assurer un minimum d’entretien familial (habillement, éducation des enfants, etc.).